# NGC 343
NGC 343 (другие обозначения — AM 0055-232, PGC 133741) — спиральная галактика в созвездии Кит.
Этот объект входит в число перечисленных в оригинальной редакции «Нового общего каталога». Галактика в первой редакции NGC была отмечена как возможная звезда, в пересмотренной редакции тип объекта был уточнён.
Образует пару взаимодействующих галактик с NGC 344 (вместе они обозначены в каталоге Arp-Madore как AM 0055-232). Угловое расстояние между центрами NGC 344 и её меньшего по размеру компаньона, NGC 344, составляет 22" .
См. фотографию галактики.